# グリーン・マン (アルバム)
『グリーン・マン』（Green Man）は、1996年にリリースされたマーク・オーエンの1枚目のスタジオ・アルバムである。

## 概要
テイク・ザット解散後、初となるソロアルバム。

## 収録曲
1. グリーン・マン - Green Man
2. クレメンタイン - Clementine
3. チャイルド　- Child
4. アー・ユー・ウィズ・ミー - Are You with Me
5. ナチュラリー - Naturally
6. アスク・ヒム・トゥ - Ask Him To
7. バック・ポケット・アンド・ミー　- Backpocket and Me
8. ムーブ・オン - Move On
9. セカンド-ハンド・ワンダーランド - Secondhand Wonderland
10. マイ・ラブ - My Love
11. アイ・アム・ホワット・アイ・アム - I Am What I Am
12. イズ・ザット・ホワット・イッツ・オール・アバウト - Is That What It's All About
13. コンフューズド - Confused